# ワルシャワ・グダニスク駅

ワルシャワ・グダニスク駅の位置

ワルシャワ・グダニスク駅（Warszawa Gdańska）はポーランドマゾフシェ県ワルシャワにあるポーランド国鉄（PKP）の鉄道駅。

## 概要
2005年にポーランド国鉄が制定した国内鉄道駅格付では、Bランク駅である。
主に郊外と中心部を結ぶ電車のハブ駅として機能している。2011年7月現在、ポーランド国鉄で唯一ワルシャワ地下鉄と連絡している。また、トラムやバスとの連絡もある。

## 駅構造
島式ホーム2面4線の地上駅。

## 歴史
- 1880年 - 「Główny Dworzec Kolei Nadwiślańskiej駅」として開業し、ヴィスワ川の北の方角に沿う地方路線の駅として機能した。
- 第一次世界大戦後 - 「ワルシャワ・グダニスク駅」に改称。
- 第二次世界大戦後 - ワルシャワ市内の多くの駅が破壊されたため、一時的に長距離列車の発着駅となる。
- 1958年～1959年 - 再築。
- 1970年代 - 長距離列車の発着はワルシャワ中央駅に代わり、当駅はマイナーな駅となる。

## 隣の駅
ポーランド国鉄
20号線
ワルシャワ・コウォ駅 - ワルシャワ・グダニスク駅 - ワルシャワ動物園駅